# Torsten Amft

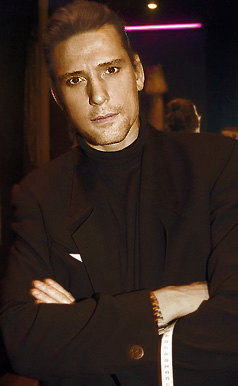
Torsten Amft (2007)

Torsten Amft (Lipsia, 14 gennaio 1971) è uno stilista tedesco.

## Biografia
Torsten Amft si è trasferito a Berlino all'età di 17 anni e lì è diventato un modello. È stato scoperto dagli scout in quello che allora era il più grande concorso per modelli in Europa, il Gesicht 93. In seguito ha lavorato principalmente a livello internazionale, con artisti come Helmut Newton, Herb Ritts e Gianni Versace. Con i compensi guadagnati ha finanziato i suoi studi di moda a Zurigo.

## Carriera
Al momento Amft lavora in tutto il mondo; gestisce filiali a Tokyo e New York City e si occupa, inoltre, della sua sede nel quartiere Mitte di Berlino. Amft crea collezioni per uomo e donna, da pezzi unici di alta moda ad abiti prodotti in serie, destinati al mercato di massa.
Le sue creazioni di alta moda presentano il marchio Torsten Amft, mentre la linea di abbigliamento destinata al mercato di massa è distribuita con l'etichetta Amft.

## Filosofia
Torsten Amft è uno dei principali artisti di moda in Germania. Dal 2000 crea le sue collezioni con lo scopo di diffondere diversi messaggi sociali. Le collezioni di Amft presentano aspetti socialmente critici, come la sua prima collezione Collateral Climate del 2007/08, nella quale è stato il primo stilista ad affrontare la questione del cambiamento climatico. Dopo il vertice del G8, ha affrontato il tema dell'Africa nella sua sfilata primavera/estate del 2008, corredando l'intera collezione di elementi della cultura africana. In questo contesto è stato il primo stilista a utilizzare le materie prime per creare modelli di abbigliamento. Alla Settimana della moda nel 2008, Amft ha fatto sfilare i suoi modelli con il politico Klaus Wowereit. Amft definisce il suo stile "futurismo elitario".
Amft ha suscitato scalpore, nel 2008, quando ha presentato le modelle più alte del mondo alla Settimana della moda di Berlino. Amft è da diversi anni direttore artistico del più grande spettacolo di moda all'aperto d'Europa, il Global Fashion Festival.